# D. B. Tubbs
Douglas Burnell „Bunny“ Tubbs alias D. B. Tubbs (* 22. März 1913 in London; † November 1999) war ein britischer Sachbuchautor und Übersetzer.

## Leben
Tubbs wuchs mit akuten körperlichen Behinderungen auf. Er studierte nach seinem Bachelor-Abschluss 1936 am Christ’s College in Cambridge an der Harvard University in den Vereinigten Staaten.
Er begeisterte sich früh für Automobile, gehörte zu den frühen Mitgliedern des Vintage Sports-Car Club (VSCC) sowie der Guild of Motoring Writers (GoMW) und schrieb viele Jahre für das Magazin The Motor (später Motor). Einige seiner Bücher, vorwiegend zum Thema Automobile, erschienen in mehreren Auflagen, teilweise auch in anderen Sprachen.
Tubbs war verheiratet und Vater von drei Kindern. Er starb im Alter von 86 Jahren.

## Publikationen
- Motor – Reference Yearbook 1960. Temple Press, 1960, 224 S.
- Vintage Cars in Colour. [Fotos: James Barron], B. T. Batsford, 1960, 71 S.
- The Rolls-Royce Phantoms. Erschienen in der Serie Hamish Hamilton monographs. H. Hamilton, 1964, 64 S.
- mit Pierre Dumont und Ronald Barker: Automobiles and Automobiling. Bonanza Books, New York 1965, 204 S. ISBN 0-517-10752-X
- Kent Pubs. B. T. Batsford, 1966, 144 S.
- The Jowett Javelin and Jupiter. No. 16 der Serie Profile Publications, London 1966, 12. S.
- The Talbots 14/45 – 110. No. 27 der Serie Profile Publications, London 1966, 12. S.
- The Austin Seven. No. 39 der Serie Profile Publications, London 1966, 12. S.
- The Lancia Lambda. No. 44 der Serie Profile Publications, London 1967, 12. S.
- The Wolseley Hornet & Hornet Specials. No. 70 der Serie Profile Publications, London 1967, 12. S.
- The 2-Litre AC `Six'. No. 92 der Serie Profile Publications, London 1967, 12. S.
- Horseless Carriages. A 19th Century Album of Early Designs. Edita, Lausanne 1968.
- Ferdinand Porsche. In: Ronald Barker, Anthony Harding: Automobile Design: Great Designers and their Work. R. Bentley, 1970, S. 165 ff.
- mit Pierre Dumont und Ronald Barker:  In the Age of Motoring. Viking, New York 1971, 85 S. ISBN 0-670-39677-X
- Lancaster Bomber. Weapons Book No 30 der Serie Ballantine's Illustrated History of the Violent Century. Ballantine Books, New York 1972.[3] ISBN 0-345-09765-3, ISBN 0-345-02889-9
- Zeiss Ikon Cameras 1926–1939. Hove Camera Foto Books, 1977, 144 S. ISBN 0-852-42604-6
- Art and the Automobile. Grosset & Dunlap, New York, 1978, 144 S. ISBN 0-448-16425-6

Übersetzungen:
- Piero Taruffi: The Technique of Motor Racing. [Vorwort von Juan Manuel Fangio], Robert Bentley, 1958, 125 S.
- Piero Taruffi: Works Driver. The Autobiography of Piero Tartuffi. Temple Press, 1964, 222 S.
- Joseph Jobe: Extended Travels in Romantic America. Being a Nineteenth Century Journey through the most Picturesque Portions of North America. Reconstructed From Accounts By European Visitors. Edita, Lausanne, 1966.
- Jac Remise, Jean Fondin: The Golden Age of Toys. International Book Society/Time-Life Books, 1967, 254 S. ISBN 0-850-59021-3
- Christian Moity: The Le Mans 24-Hour Race. 1949–1973. Chilton Book Company, 1974, 210 S. ISBN 0-801-96290-0
- Michel Auer: The Illustrated History of the Camera from 1839 to the Present. New York Graphic Society, 1975, 285 S. ISBN 0-821-20683-4
- Halwart Schrader: Scupercharged Mercedes. [Zeichnungen: Carlo Demand], Patrick Stephens Ltd, 1979, 93 S.
- Daniel Marty: The Illustrated History of Phonographs. Dorset Press, 1989. ISBN 0-880-29388-8